# MCGS Barracuda
MCGS Barracuda je oceánská hlídková loď pobřežní stráže státu Mauricius. Je první v Indii postavenou válečnou lodí, kterou se podařilo prodat zahraničnímu uživateli. Plavidlo bude nasazeno například do protipirátských, protipašeráckých a záchranných misí. Dále ponese vybavení pro likvidaci ropných skvrn.

## Stavba

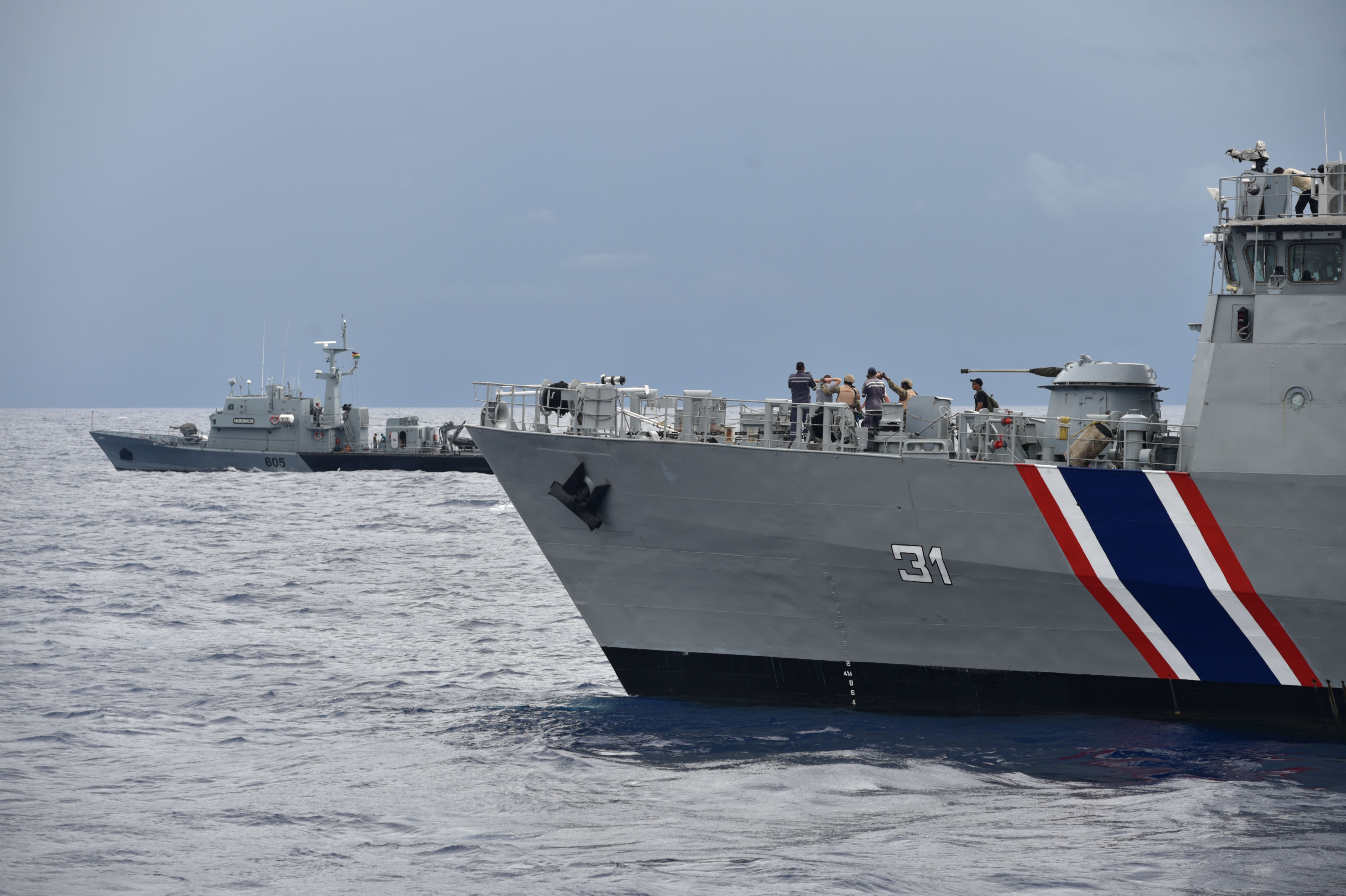
Příď hlídkové lodě MCGS Barracuda (CG-31)

Plavidlo bylo objednáno dne 4. března 2011. Postavila jej indická loděnice Garden Reach Shipbuilders & Engineers (GRSE) v Kalkatě. Kýl plavidla byl založen 23. dubna 2012. Trup byl na vodu spuštěn 2. srpna 2013. Do služby vstoupila 12. března 2015 – na tamní 47. Den nezávislosti.

## Konstrukce

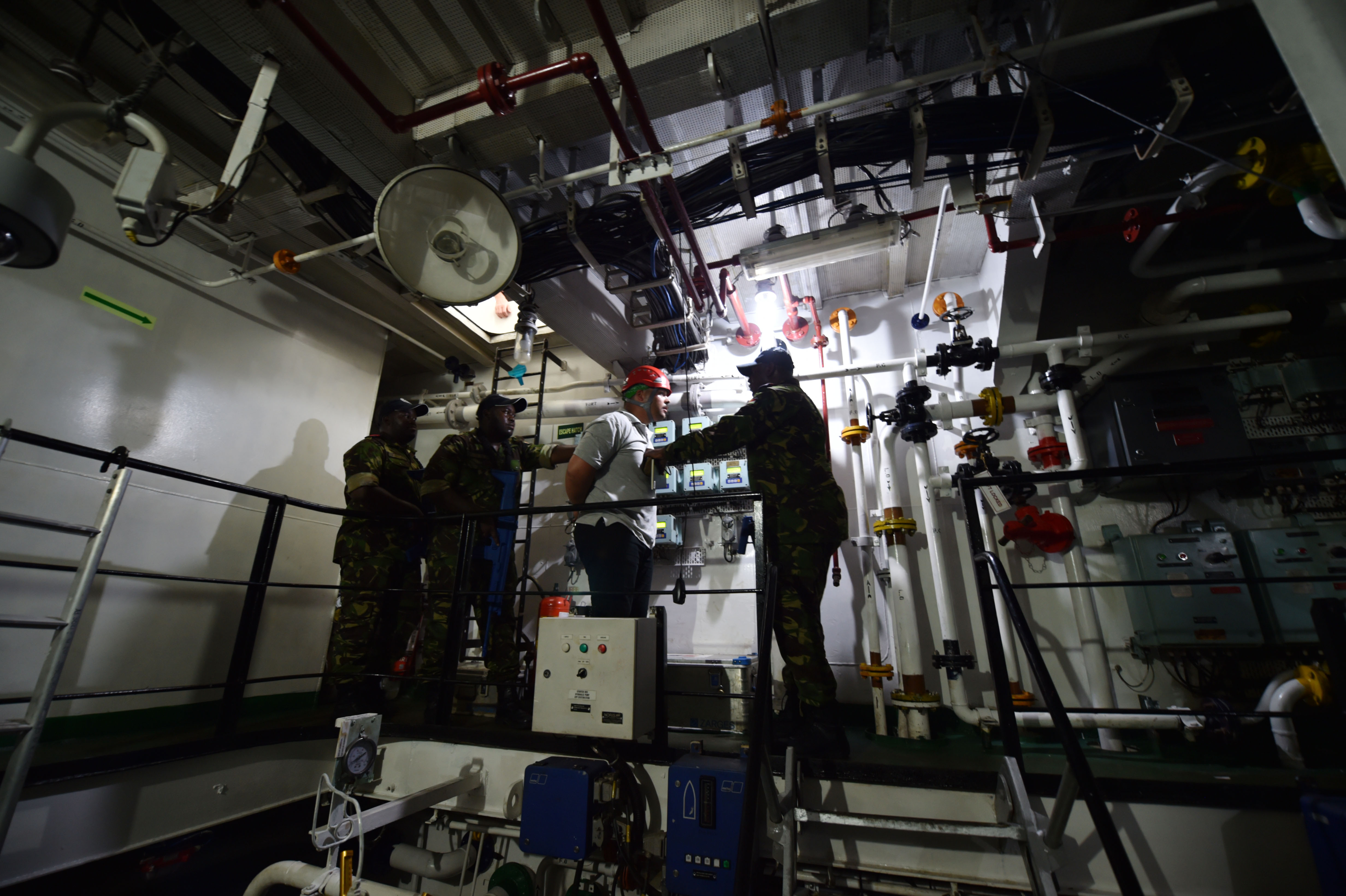
Intériér lodě MCGS Barracuda (CG-31)

Plavidlo je vyzbrojeno 30mm kanónem CRN-91, které doplňují kulomety a vodní dělo. Je vybavena přistávací plochou pro vrtulník a inspekčními čluny RHIB. Pohonný systém tvoří dva diesely, každý o výkonu 5770 hp, pohánějící dva lodní šrouby. Nejvyšší rychlost je 20 uzlů (během zkoušek loď dosáhla rychlosti až 22,5 uzlu). Dosah je 5000 námořních mil.